# Вахман, Арно Артур
Арно Артур Вахман (нем. Arno Arthur Wachmann; 8 марта 1902 — 24 июля 1990) — немецкий астроном.
| (1465) Автонома | 20 марта 1938   |
| (1501) Бааде    | 20 октября 1938 |
| (1586) Тиле     | 13 февраля 1939 |

Совместно с Арнольдом Швассманом открыл короткопериодические кометы 29P/Швассмана — Вахмана, 31P/Швассмана — Вахмана и 73P/Швассмана — Вахмана.